# Selliendorf
Selliendorf ist ein Ort, der zum Stadtteil Kleinenbremen der Stadt Porta Westfalica im Kreis Minden-Lübbecke in Nordrhein-Westfalen gehört. Selliendorf zählt heute etwa 70 Einwohner. Der Ort liegt östlich von Kleinenbremen.
Der Meierhof Selliendorf liegt hingegen jenseits der hier durch den Bach Schermbeeke markierten Landesgrenze in Niedersachsen. Direkt nördlich des Hofs verläuft die B 83.

## Geschichte
Selliendorf wird im Jahr 1314 als Selingdorpe im Urkundenbuch des Stifts Obernkirchen erwähnt.
Der Ort im Kirchspiel Kleinenbremen im Fürstentum Minden wird auch im Kirchenvisitationsprotokoll aus dem Jahr 1650 erwähnt. Ein Lehnsbrief aus dem Jahr 1670 über die Weitergabe des Otto von Münchhausen verliehen gewesenen Zehnten zu Selliendorf befindet sich im Niedersächsischen Landesarchiv (Abteilung Bückeburg).
Selliendorf war ab 1807 Teil der schaumburgischen Gemeinde Selliendorf-Knatensen. Seit 1898 gab es eine Schule in Selliendorf, zuvor führte der Schulweg nach Kleinenbremen. Im Jahr 1910 lag Selliendorf-Knatensen im damaligen Kreis Bückeburg und hatte 201 Einwohner.
Der etwa zwei Kilometer nordwestlich liegende Ortsteil Knatensen sowie der nördlich der Schermbeeke gelegene Meierhof wurden zum 1. April 1939 nach Bückeburg eingegliedert, das übrige Selliendorf kam zur Gemeinde Kleinenbremen.

## Sehenswürdigkeiten
In der Liste der Baudenkmäler in Porta Westfalica ist für Selliendorf ein Baudenkmal aufgeführt:
- Der Bauernhof (Selliendorfer Straße 30) ist ein Vierständerhaus mit roten Gefachen. Der glatte Giebel trägt eine verbretterte Giebelspitze, während der Rückgiebel einfach vorkragend mit rundem Halbwalm versehen ist. Auf dem Torbalken eine übermalte Inschrift. Rechts und links befinden sich massive Anbauten.

Der bereits 1526 urkundlich erwähnte Meierhof Selliendorf (Steinberger Straße 56) steht als Denkmalgruppe mit fünf Einzeldenkmalen auf der Liste der Baudenkmale in Bückeburg.

## Wirtschaft
Es gibt einige seit vielen Generationen ansässige landwirtschaftliche Betriebe.